# Boletín Oficial del País Vasco
El Boletín Oficial del País Vasco (BOPV; en euskera: Euskal Herriko Agintaritzaren Aldizkaria, EHAA) es el diario oficial del País Vasco. Publica, entre otros textos, las leyes aprobadas en el Parlamento Vasco y las normas con rango de ley y reglamentarias adoptadas por el Gobierno Vasco. Da publicidad, en suma, a todas las leyes, normas reglamentarias, resoluciones y acuerdos que deban ser objeto de publicación oficial según el ordenamiento jurídico.
Se publica, en euskera y castellano, todos los días entre semana que sean hábiles en Vitoria, aunque es posible ordenar tanto su publicación como su no publicación cualquier día del año. Desde 2009, tan solo se publica la versión digital, salvo por circunstancias sobrevenidas que obliguen a publicarlo en papel. No obstante, los documentos que se publican allí, en sede digital, no dejan de tener la consideración de oficiales y auténticos. Aunque la primera regulación data de 1982, se revisó con un nuevo decreto en 2008.

## Estructura
Se estructura en las siguientes secciones y subsecciones:
- I. Disposiciones Generales
- II. Autoridades y Personal
  - a) Nombramientos, situaciones e incidencias de altos cargos y personal de la Administración.
  - b) Oposiciones y concursos.
  - c) Cursos de formación y perfeccionamiento del personal de la Administración.
- III. Otras Disposiciones
- IV. Administración de Justicia
- V. Anuncios
  - a) Subastas y concursos.
  - b) Otros anuncios oficiales.
  - c) Anuncios particulares.